# 20534 Боземан
20534 Боземан (20534 Bozeman) — астероїд головного поясу, відкритий 7 вересня 1999 року.
Тіссеранів параметр щодо Юпітера — 3,443.